# 1194
| [ Edytuj tabelę ]                |                                                                |
| Książę Małopolski                | - 1177 Kazimierz II Sprawiedliwy 1194 - 1194 Leszek Biały 1198 |
| Książę Wielkopolski              | - 1177 Odon Mieszkowic 1194 - 1182 Mieszko III Stary 1202      |
| Król Angkoru                     | - 1181 Dżajawarman VII 1218                                    |
| Król Anglii                      | - 1189 Ryszard I Lwie Serce 1199                               |
| Król Aragonii i hrabia Barcelony | - 1164 Alfons II Aragoński 1196                                |
| Książę Bawarii                   | - 1183 Ludwik I 1231                                           |
| Margrabia Brandenburgii          | - 1184 Otto II 1205                                            |
| Książę Burgundii                 | - 1192 Eudes III 1218                                          |
| Cesarz Bizancjum                 | - 1185 Izaak II Angelos 1195                                   |
| Car Bułgarii                     | - 1187 Asen I 1196                                             |
| Cesarz Chin                      | - 1189 Song Guangzong 1194 - 1194 Song Ningzong 1224           |
| Władca Cypru                     | - 1192 Gwidon de Lusignan 1194 - 1194 Amalryk II 1205          |
| Książę Czech                     | - 1193 Władysław III Henryk 1197                               |
| Król Danii                       | - 1182 Kanut VI 1202                                           |
| Władca Egiptu                    | - 1193 Al-Aziz Usman 1198                                      |
| Cesarz Etiopii                   | - 1189 Gebre Meskel 1229                                       |
| Król Francji                     | - 1180 Filip II August 1223                                    |
| Król Gruzji                      | - 1184 Tamara 1213                                             |
| Hrabia Holandii                  | - 1190 Dirk VII 1203                                           |
| Cesarz Japonii                   | - 1183 Go-Toba 1198                                            |
| Kalif                            | - 1180 An-Nasir 1225                                           |
| Król Kastylii                    | - 1158 Alfons VIII Szlachetny 1214                             |
| Patriarcha Konstantynopola       | - 1191 Jerzy II Ksyfilin 1198                                  |
| Władca Korei                     | - 1170 Myŏngjong 1197                                          |
| Król Leónu                       | - 1188 Alfons IX 1230                                          |
| Kalif Maroka                     | - 1184 Jakub al-Mansur 1199                                    |
| Król Nawarry                     | - 1150 Sancho VI 1194 - 1194 Sanczo VII 1234                   |
| Król Norwegii                    | - 1177 Sverre Sigurdsson 1202                                  |
| Hrabia Palatynatu                | - 1155 Konrad Hohenstauf 1195                                  |
| Papież                           | - 1191 Celestyn III 1198                                       |
| Król Portugalii                  | - 1185 Sancho I 1211                                           |
| Sułtan Rumu                      | - 1192 Kaj Chusrau I 1196                                      |
| Książę Rusi halickiej            | - 1189 Włodzimierz II 1199                                     |
| Książę Saksonii                  | - 1180 Bernard III 1212                                        |
| Król Szkocji                     | - 1165 Wilhelm I 1214                                          |
| Król Szwecji                     | - 1173 Knut Eriksson 1196                                      |
| Doża Wenecji                     | - 1192 Enrico Dandolo 1205                                     |
| Król Węgier                      | - 1172 Bela III 1196                                           |

Rok 1194 / MCXCIV
stulecia: XI wiek ~
XII wiek ~
XIII wiek

lata: 1184 «
1189 «
1190 «
1191 «
1192 «
1193 «
1194
» 1195
» 1196
» 1197
» 1198
» 1199
» 1204

## Wydarzenia w Polsce
- Wyprawa Kazimierza Sprawiedliwego przeciw Jaćwingom.
- Początek walk sukcesyjnych o tron po Kazimierzu między Mieszkiem Starym i synami zmarłego księcia: Leszkiem Białym i Konradem mazowieckim. Możni na tron krakowski powołali 12-letniego Leszka Białego. Powołano regencję składającą się z możnowładztwa. Główne role grali w niej: księżna Helena, biskup Pełka i wojewoda Mikołaj. Tymczasem Mieszko Stary, wspomagany przez Piastów śląskich, wystąpił zbrojnie w obronie swych praw. Druga strona przywołała na pomoc najwybitniejszego z książąt ruskich, Romana Halickiego, wychowanka Kazimierza Sprawiedliwego.
- Bolesław I Wysoki, książę Śląska, rozpoczął starania o opanowanie dzielnicy krakowskiej, jednak próby te skończyły się niepowodzeniem.

## Wydarzenia na świecie
- 4 lutego – cesarz Henryk VI, po roku zwrócił wolność królowi Anglii Ryszardowi I Lwie Serce, w zamian za złożenie hołdu lennego i wysoki okup.
- 10 czerwca – spłonęła katedra we francuskim Chartres.
- 29 czerwca – Sverre Sigurdsson został koronowany na króla Norwegii.
- 20 listopada – cesarz Henryk VI zajął Palermo.

- Cesarz Henryk VI podporządkował sobie południową Italię i Sycylię oraz koronował się na króla sycylijskiego[1]
- Bitwa pod Arkadiopolis
- Wikingowie odkryli Spitsbergen[2]

## Urodzili się
- 16 lipca – Klara z Asyżu, święta, współzałożycielka zakonu klarysek (zm. 1253)
- 26 grudnia – Fryderyk II, cesarz rzymski (zm. 1250)
- data dzienna nieznana:
  - Agnellus z Pizy, włoski franciszkanin, błogosławiony katolicki (zm. 1235)
  - Humbert z Romans, francuski dominikanin, generał zakonu (zm. 1277)

## Zmarli
- 20 kwietnia – Odon Mieszkowic, książę poznański (ur. ok. 1145)[3]
- 5 maja – Kazimierz II Sprawiedliwy, władca Polski, syn Bolesława Krzywoustego (ur. 1138)[4]
- 28 czerwca – Xiaozong, cesarz Chin z dynastii Song (ur. 1127)
- 18 lipca – Gwidon de Lusignan, król Jerozolimy (ur. ok. 1150)[5]
- 24 lipca – Światosław III czernihowski, wielki książę kijowski (ur.?)[6]
- 15 listopada – Małgorzata I Flandryjska, hrabina Flandrii (ur. 1145)[7]
- 31 grudnia – Leopold V Babenberg, książę Austrii (ur. 1157)[8]